# 하위 크리스트
하워드 윌버 크리스트(영어: Howard Wilbur Krist, 1916년 2월 28일~1989년 4월 23일)는 미국의 프로 야구 선수로, 포지션은 투수였다. 1937년부터 1946년까지 메이저 리그 베이스볼(MLB)의 세인트루이스 카디널스에서 뛰었다. 1942년 월드 시리즈와 1946년 월드 시리즈에서 우승한 경험이 있다.